# Gymnomyces mistiformis
Gymnomyces mistiformis är en svampart som först beskrevs av Oreste Mattirolo, och fick sitt nu gällande namn av T. Lebel & Trappe 2000. Gymnomyces mistiformis ingår i släktet Gymnomyces och familjen kremlor och riskor.   Inga underarter finns listade i Catalogue of Life.